# Foo

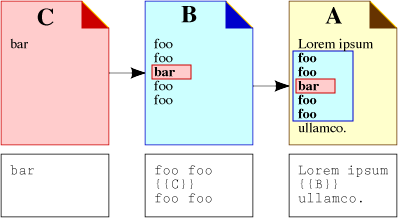
Utilizzo di Foo per mostrare la transclusione

Foo è un termine inglese usato nell'informatica per identificare un'entità alla quale non sono attribuibili precise definizioni. Viene spesso utilizzato in coppia con bar, e con il loro abbinamento foobar. La parola in sé non ha significato e in inglese rappresenta un nonsenso.
Foo è una variabile metasintattica usata per rappresentare i concetti tramite astrazione e può essere usata per rappresentare una parte qualsiasi di un sistema complicato o anche semplicemente per dare un nome a un dato, una variabile, una funzione, un comando. 
La parola è usata negli esempi di programmazione e pseudocodice, così come le lettere X e Y sono usate in algebra.
Equivalenti italiani dei termini foo e bar sono pippo e pluto, oppure Tizio e Caio.

## Storia
L'origine del termine inglese è incerta. La forma foobar potrebbe essere nata durante la seconda guerra mondiale dal termine FUBAR, acronimo della frase Fucked Up Beyond All Recognition/Repair ("fottuto oltre ogni (possibile) riconoscimento/riparazione"), poi modificato in foobar che in inglese ha una pronuncia simile. Ma utilizzi della parola foo da sola si riscontrano anche in periodi antecedenti alla guerra, a partire dalla striscia a fumetti Smokey Stover di Bill Holman, dove appariva spesso come un nonsenso.
Un altro uso del termine, nell'esercito britannico, è dato dall'abbreviazione di "forward observation officer" (punta d'osservazione). I FOOs erano, infatti, coloro che precedevano le truppe in battaglia, setacciando il terreno alla ricerca di pericoli e segnalandoli all'esercito che li seguiva mediante incisioni o segnali dove compariva la scritta: "foo was here" (I FOO sono passati di qui); ma si tratta probabilmente di un acronimo inverso.